# Ulota yakushimensis
Ulota yakushimensis är en bladmossart som beskrevs av Iwatsuki 1959. Ulota yakushimensis ingår i släktet ulotor, och familjen Orthotrichaceae. Inga underarter finns listade i Catalogue of Life.